# Marvin Blanco
Marvin Francisco Blanco Bompart (né le 16 juin 1988 à Caracas) est un athlète vénézuélien, spécialiste du demi-fond et du 3 000 m steeple.
Il remporte la médaille d'or et la médaille d'argent lors des Championnats d'Amérique du Sud d'athlétisme espoirs 2010. Il remporte deux autres titres lors des Championnats ibéro-américains de 2014. Son meilleur temps sur 3 000 m steeple est de 8 min 21 s 78, réalisé à Huelva le 12 juin 2014. Il remporte le titre du steeple lors des Jeux d'Amérique centrale et des Caraïbes de 2014 à Xalapa.